# Jugendstil in Paris

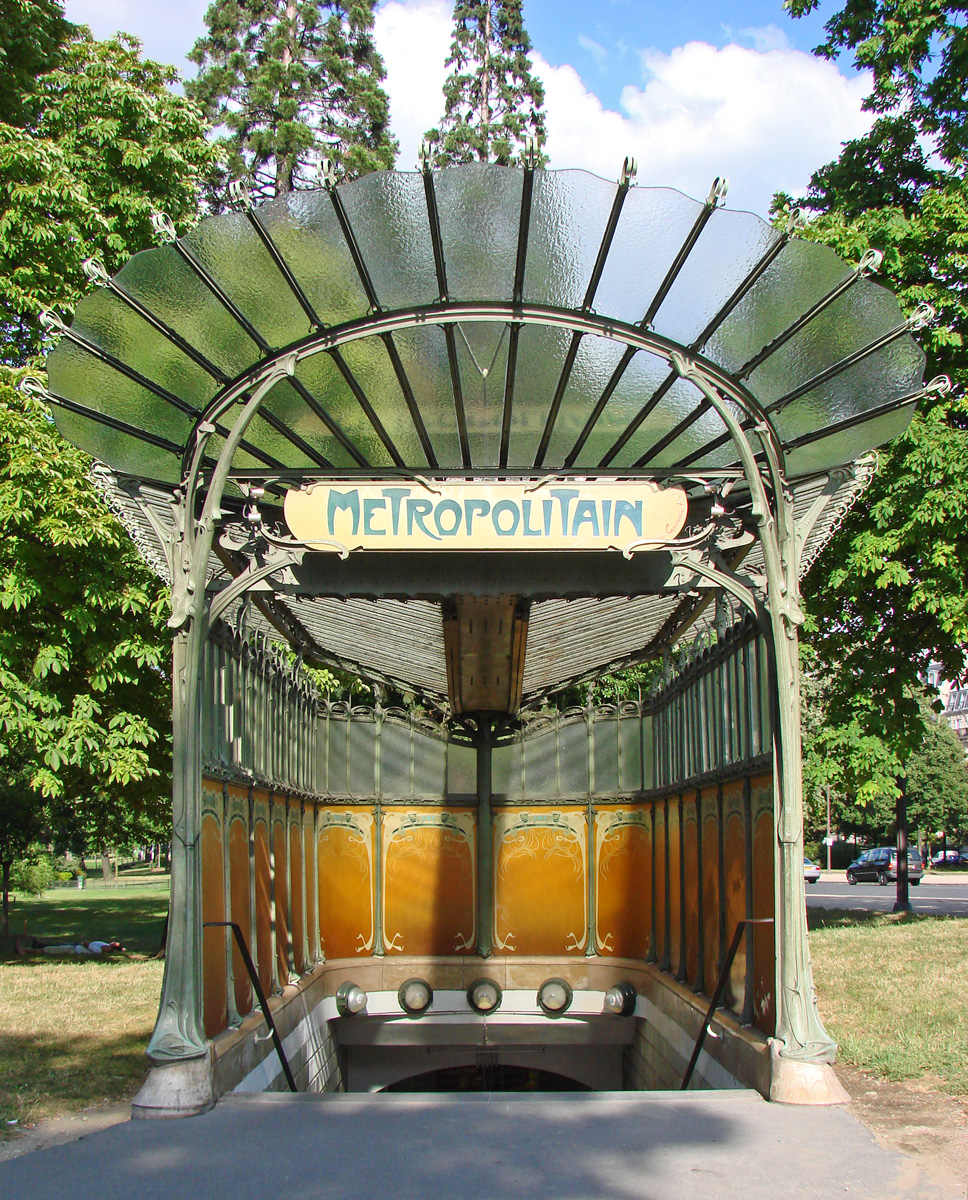
Eingang zur Metro Dauphine (Hector Guimard, 1900).

In diesem Artikel werden Gebäude in Paris aufgeführt, die im Jugendstil (Art nouveau) erbaut wurden.

## Kontext

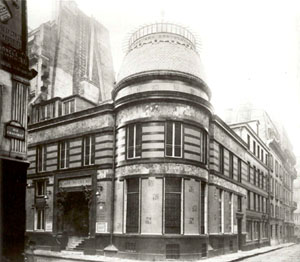
Ein Jugendstilhaus des Kaufmanns Siegfried Bing

Paris ist weniger für Jugendstil bekannt als Nancy mit seiner Jugendstilschule oder Brüssel mit den Gebäuden von Victor Horta, bleibt aber dennoch eine Stadt, die sehr reich an Errungenschaften dieser Stilrichtung ist. Der Begriff „Art Nouveau“ wurde in einem Siegfried-Bing-Geschäft erfunden, das 1895 in der Rue de Provence, 22 eröffnet wurde und in dem verschiedene dekorative Kunstgegenstände ausgestellt waren. Dieser Stil wurde zunächst mit dem Erfolg des Castel Béranger (1898) und dann mit der Weltausstellung von 1900 richtig ins Leben gerufen, verlor jedoch ab Mitte der 1910er Jahre schnell an Bedeutung.

## Architektur
Der Jugendstil ist in Paris auf vielfältige Weise präsent: Er wird sichtbar in der Innendekoration berühmter Restaurants (Maxim's, Bouillons Chartier oder Lucas-Carton), an U-Bahn-Eingängen, in Kaufhäusern und in den Fassaden kleiner Geschäfte, auf bestimmten Gräbern oder sogar auf Ausstellungsplakaten und Plakaten jener Zeit. Der Stil findet sich auch in der Architektur vieler Fassaden von Mehrfamilienhäusern, Hôtel particulier und Villen in vielen Stadtteilen wieder.
In Paris gibt es viele Bauherrn, die diesen Stil angewandt haben. Die bekanntesten und produktivsten waren Hector Guimard (Designer von Metro-Eingängen, des Castel Béranger und des Hôtel Mezzara) und Jules Lavirotte (Gebäude Lavriotte in der Avenue Rapp, Céramic Hôtel). Guimard war besonders im 16. Arrondissement sehr aktiv, während Lavirotte mehr im 7. und 8. Arrondissement baute.
In Paris schufen die meisten Architekten jedoch Gebäude, die nicht vollständig dem Jugendstil entsprachen und einige Ideen des neuen Stils mit klassischeren allgemeinen Formen vermischten. So verwenden Lavirotte oder Charles Plumet regelmäßig Strukturen aus dem 18. Jahrhundert als Grundlage und bezogen Jugendstilelemente mit ein. Genauer gesagt im Jugendstil, der diese neue Logik sogar in eine gewisse Überschwänglichkeit treibt, gibt es Xavier Schoellkopf mit dem Haus der Sängerin Yvette Guilbert, das heute verschwunden ist.
Viele dieser Architekten arbeiteten bei der Errichtung ihrer Bauten mit Keramikern zusammen. Zu den bekanntesten zählen Alexandre Bigot und Gentil & Bourdet, deren Mosaike auf vielen Jugendstilgebäuden in der Hauptstadt zu sehen sind.

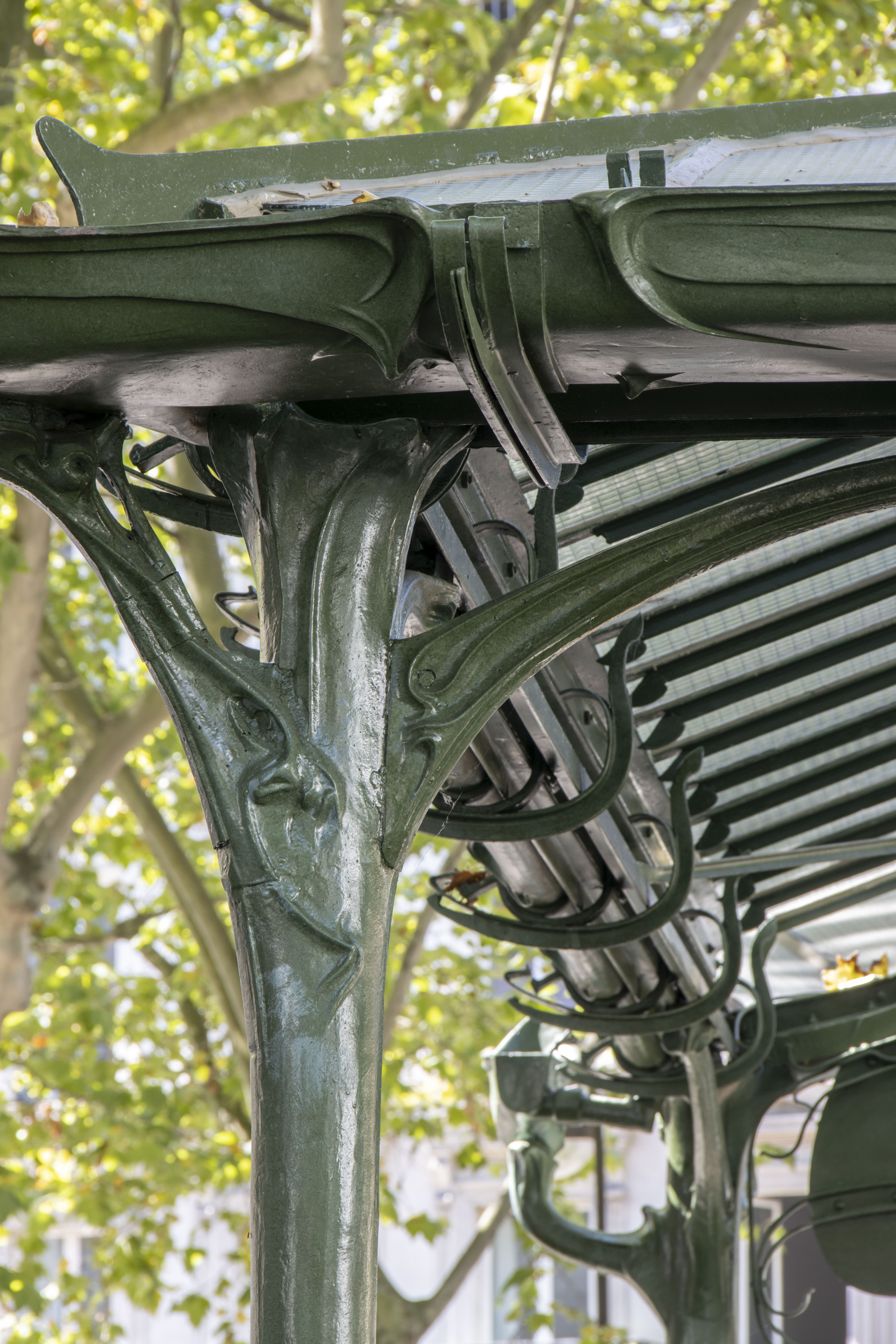
Eingang zur Metro Abesses
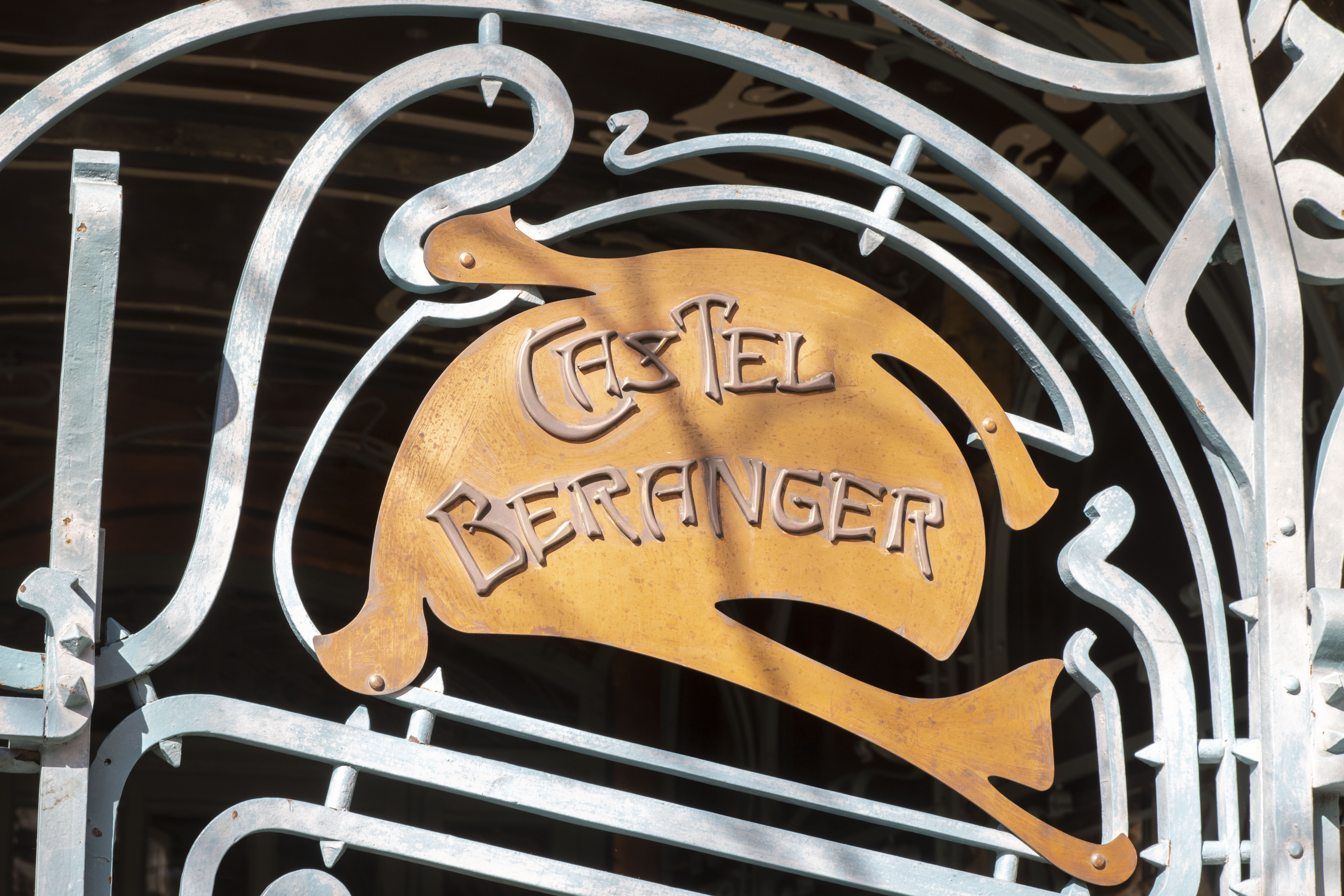
Tafel am Eingang Castel Béranger
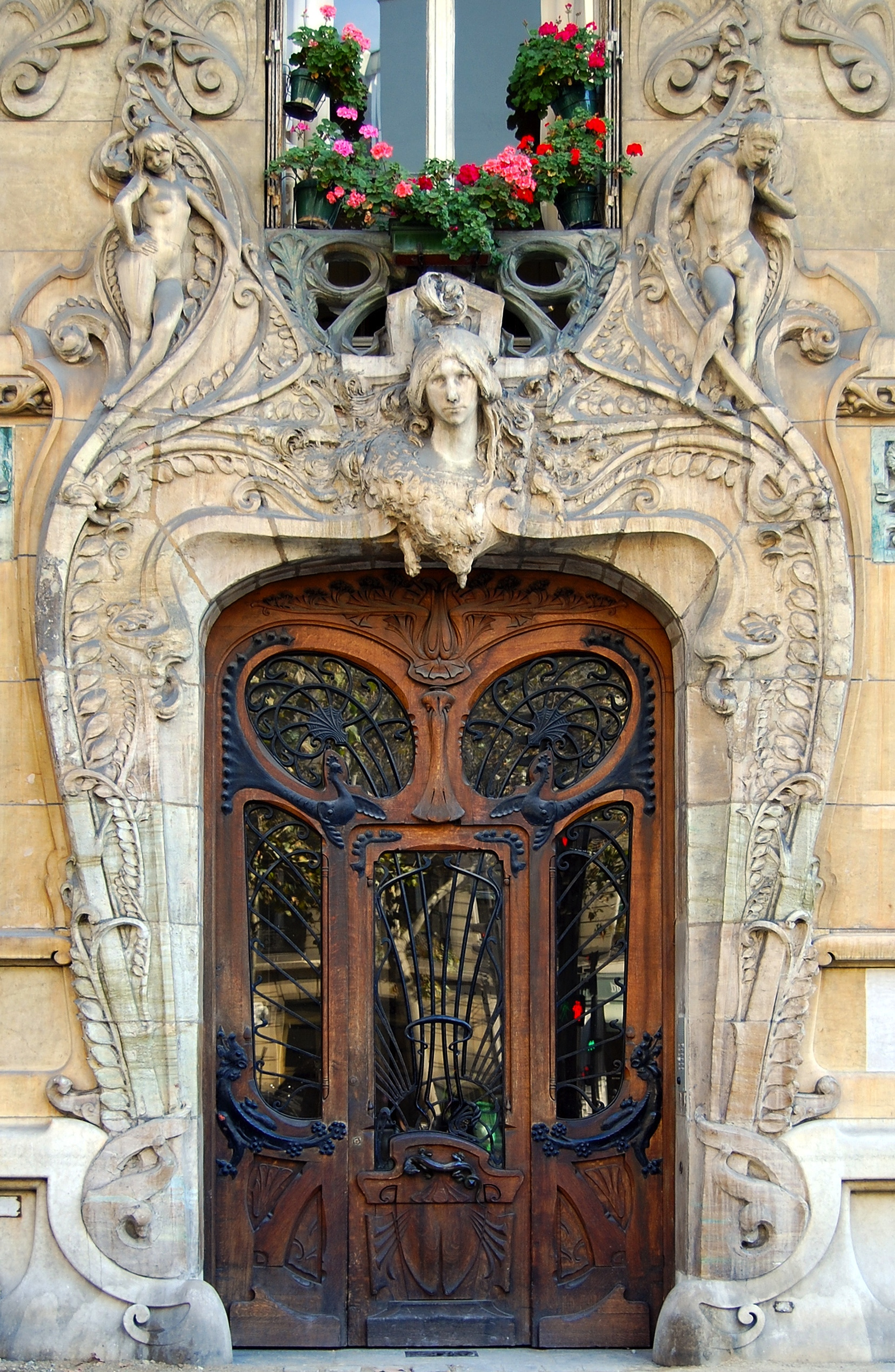
Tür am Gebäude Lavriotte
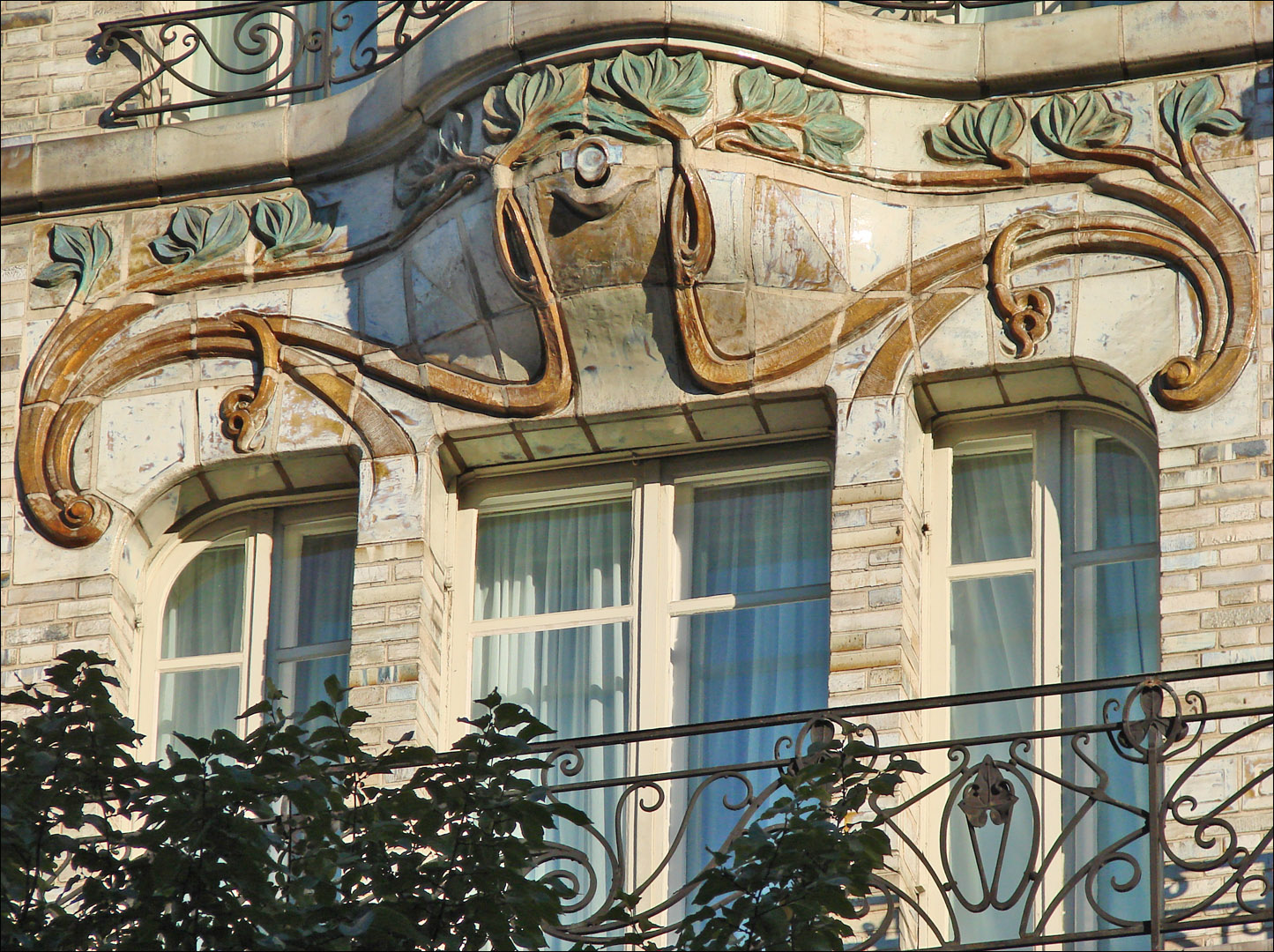
Detail am Céramic Hôtel
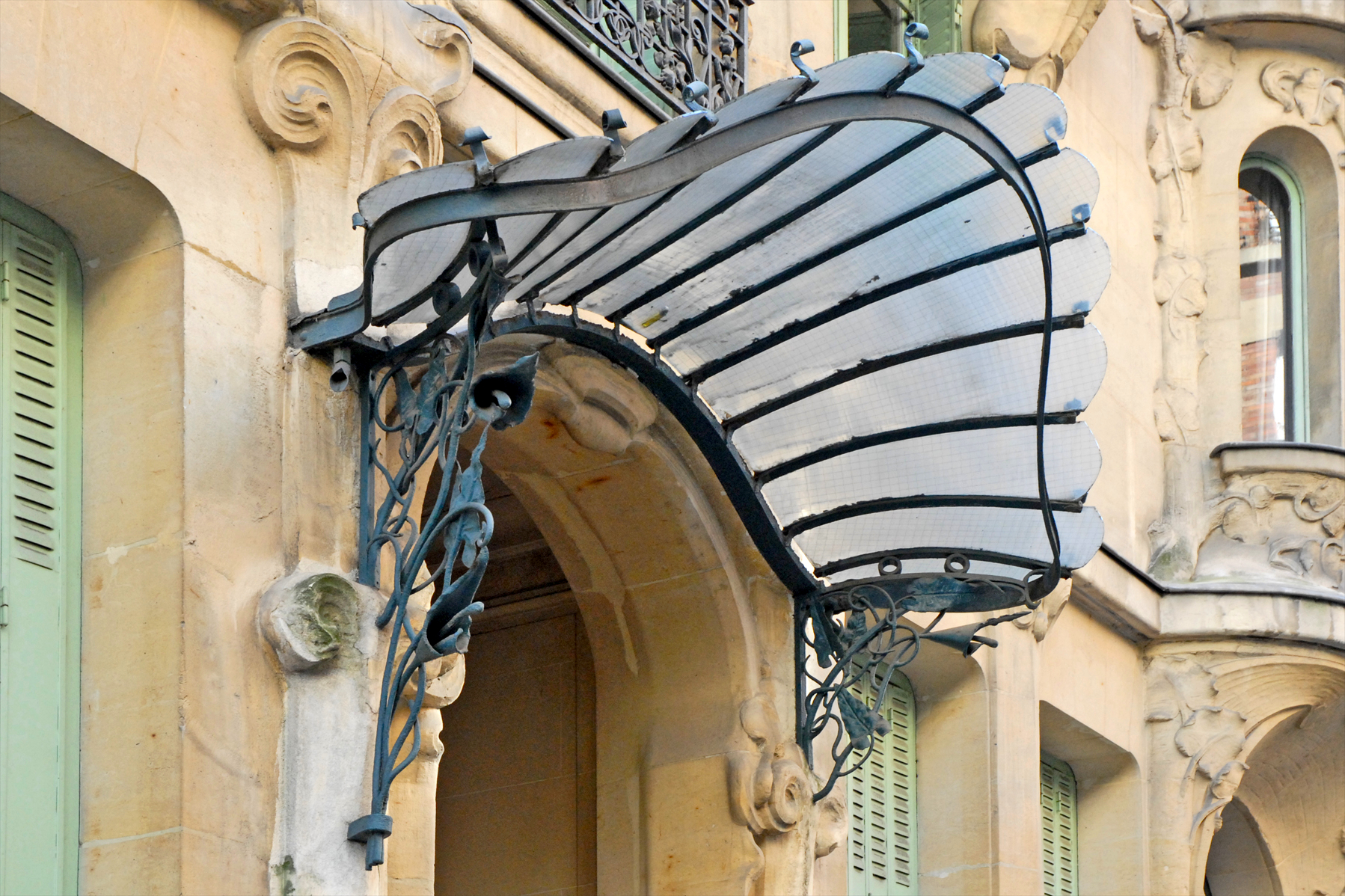
Überdachung am Gebäude Les Arums
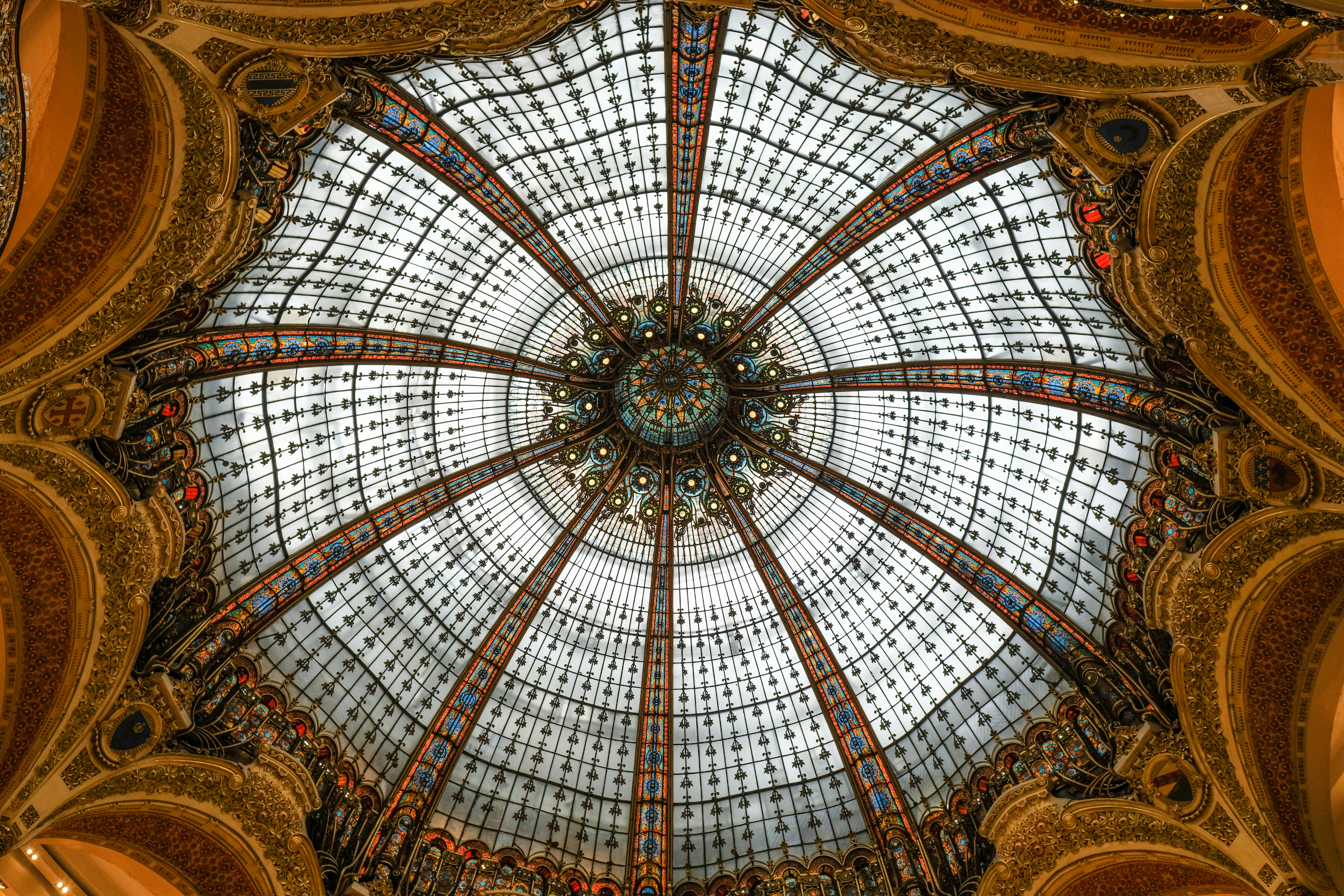
Kuppel der Galeries Lafayette
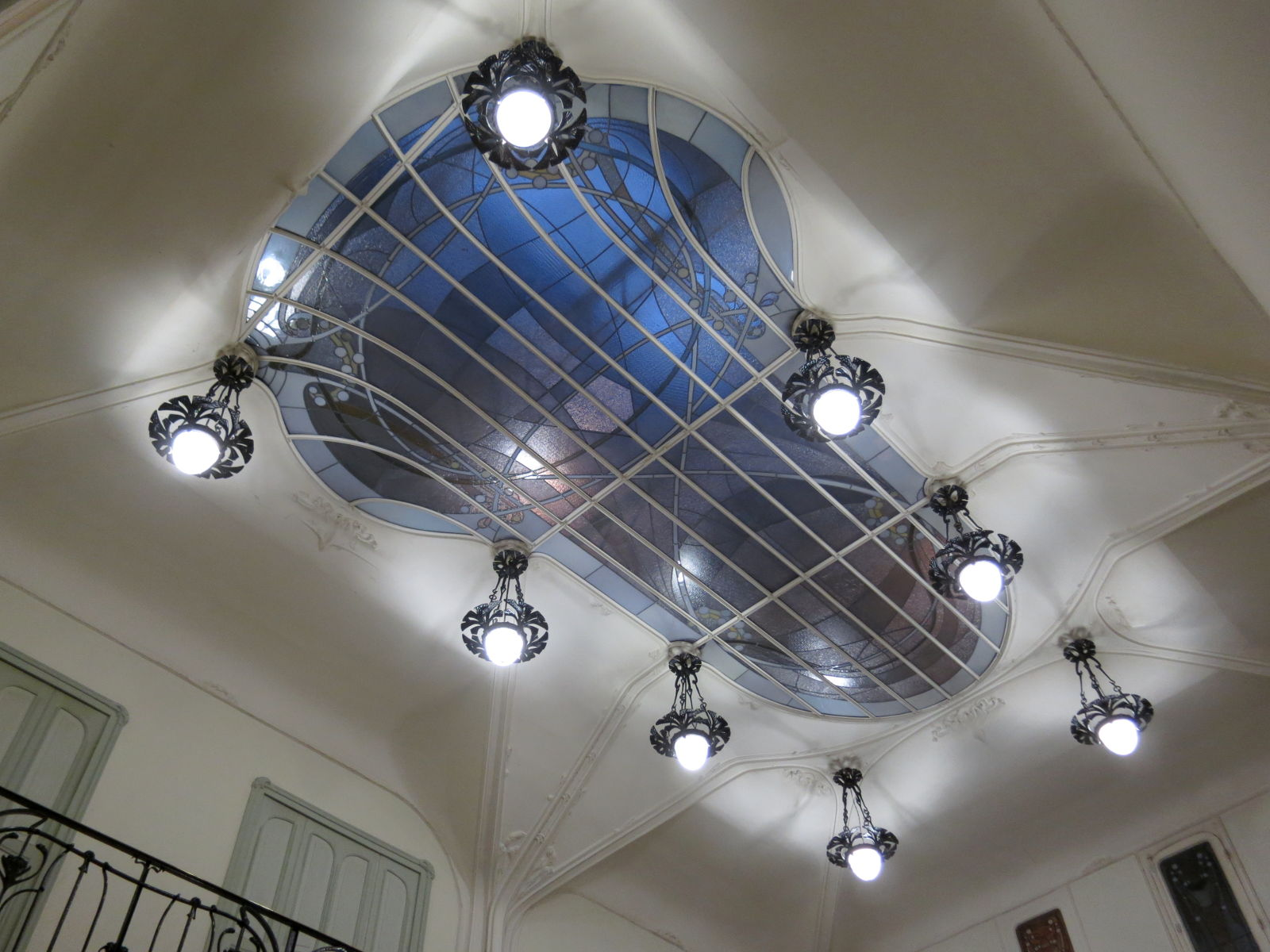
Verglasung im Hôtel Mezzara
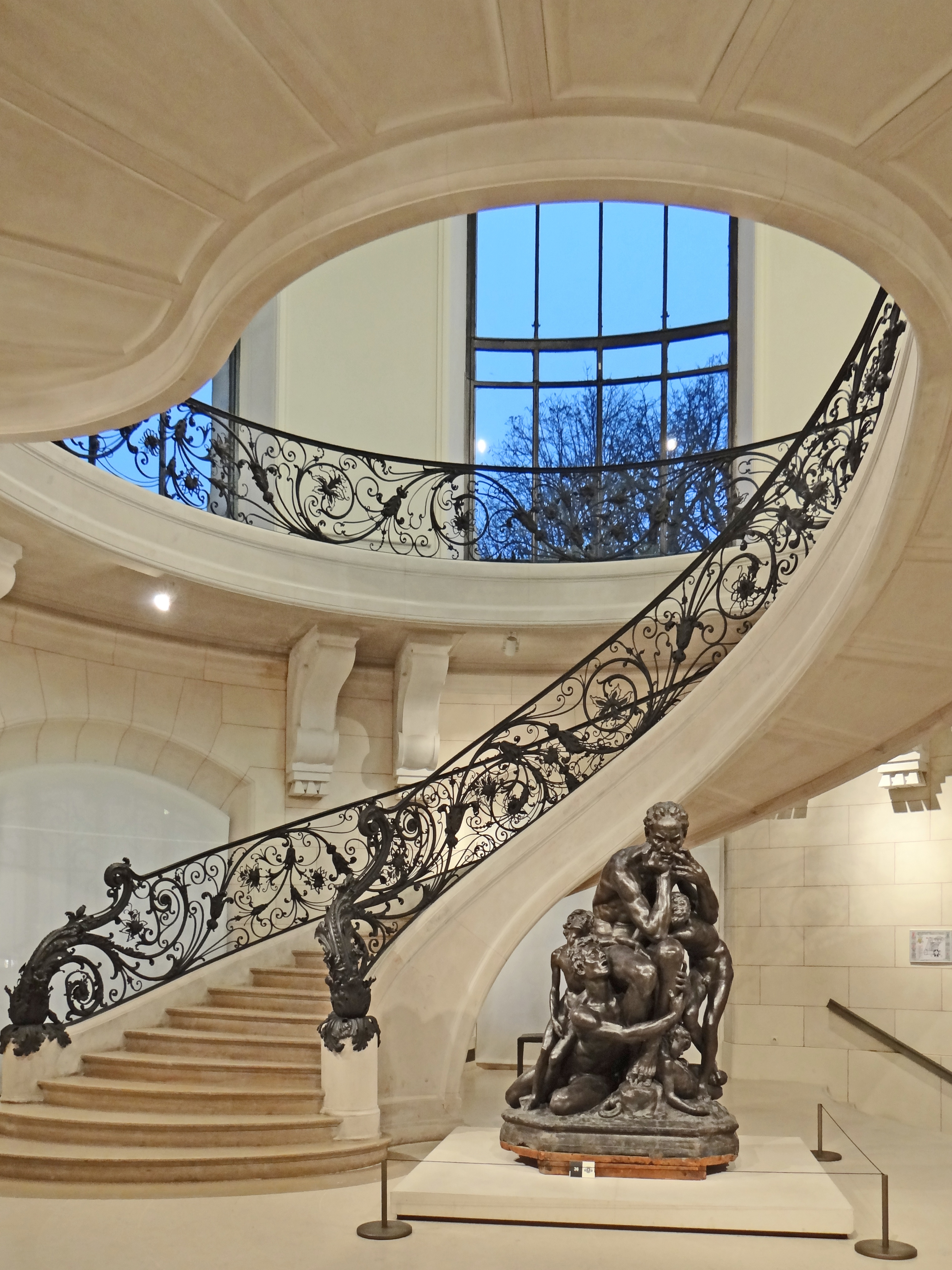
Treppe im Petit Palais

## Grafische Kunst
Für die grafische Kunst ist vor allem der Tscheche Alfons Mucha, der von 1887 bis 1906 in Paris lebte. Er malte fast ausschließlich Frauen auf Themen- oder Werbeplakaten, meist für eine Marke oder für eine Pariser Varietéshow.

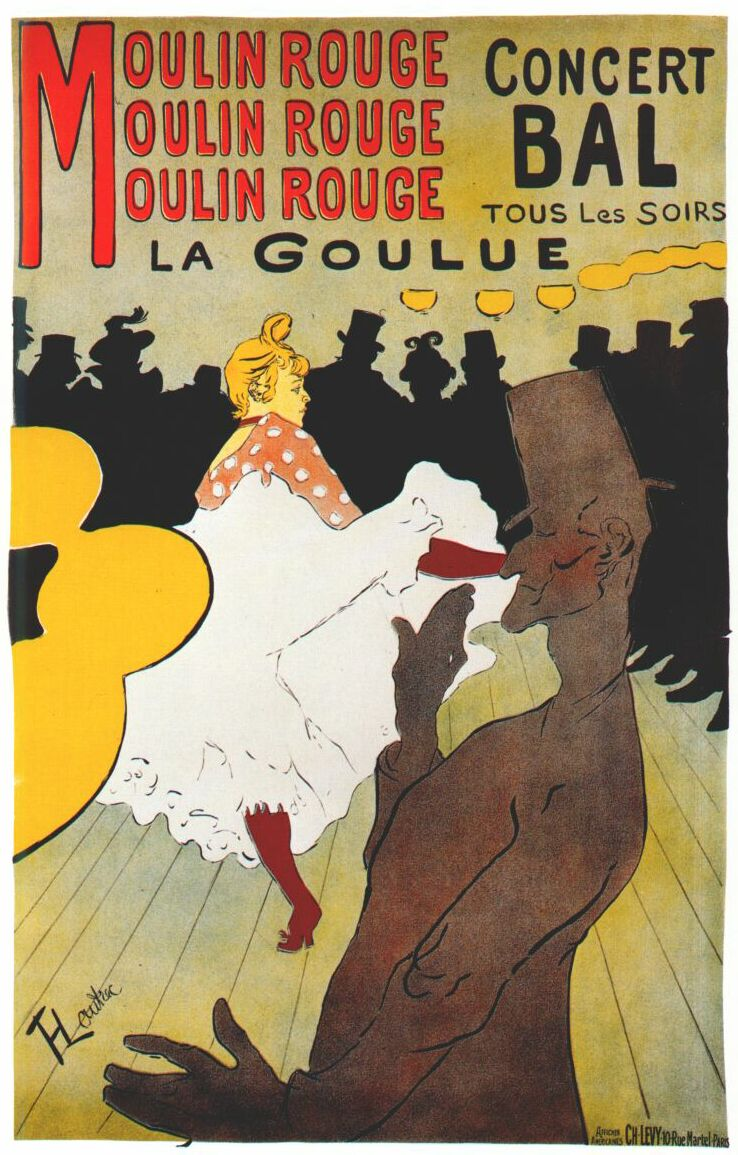
Henri de Toulouse-Lautrec – Moulin-Rouge-La Goulue (1892)
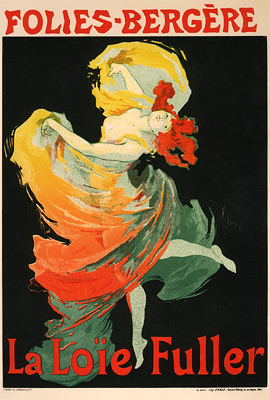
Jules Chéret – La Loïe Fuller (1893)
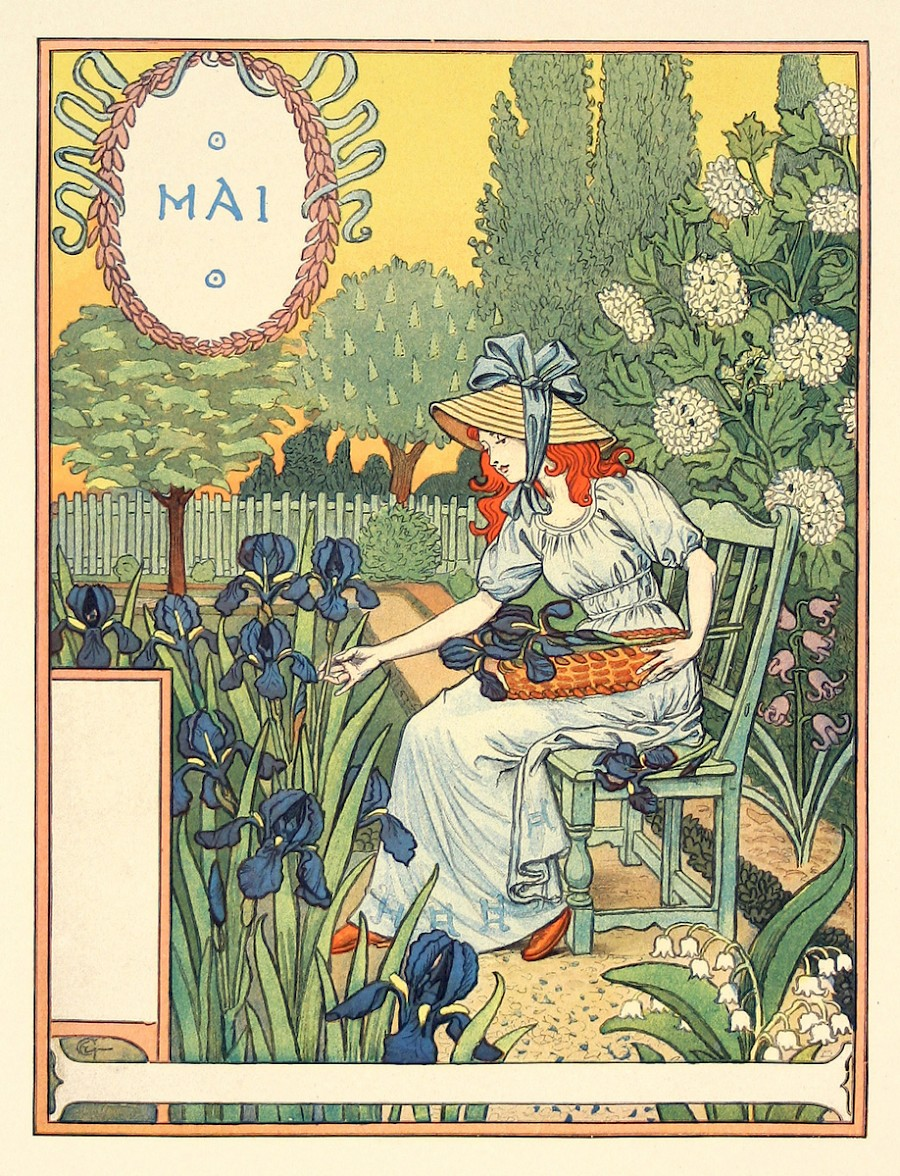
Jules Chéret – Les Mois-Mai (1893)
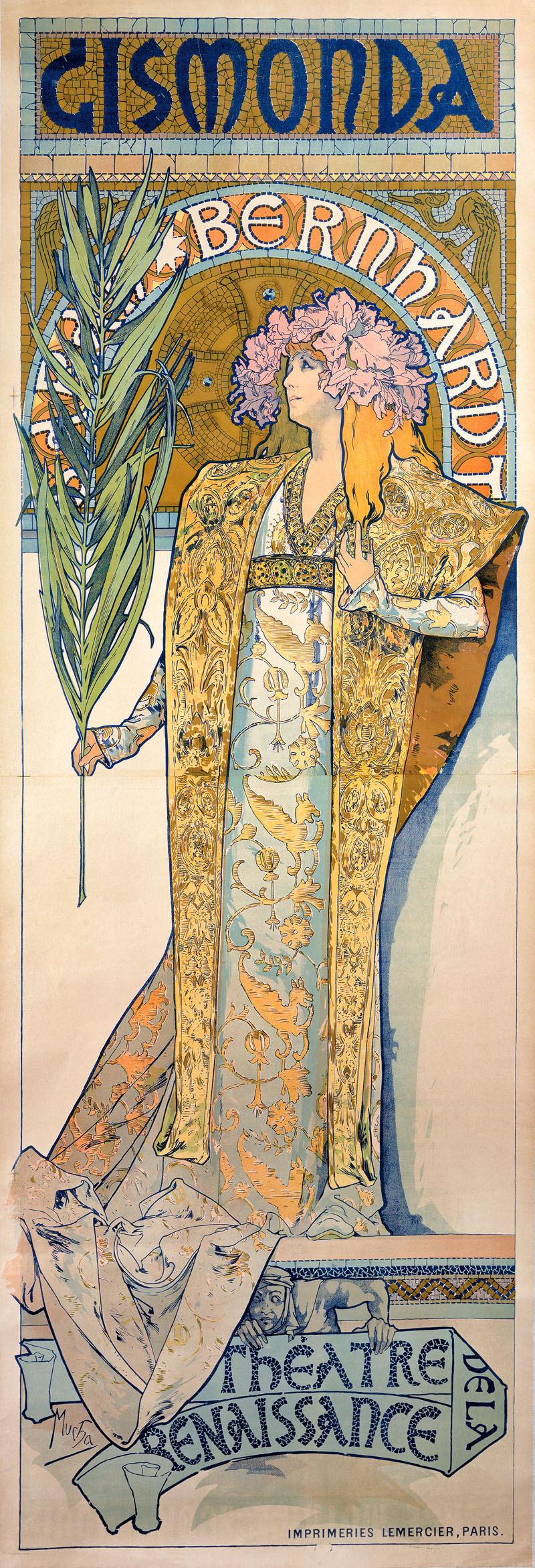
Alfons Mucha – Gismonda (1894)
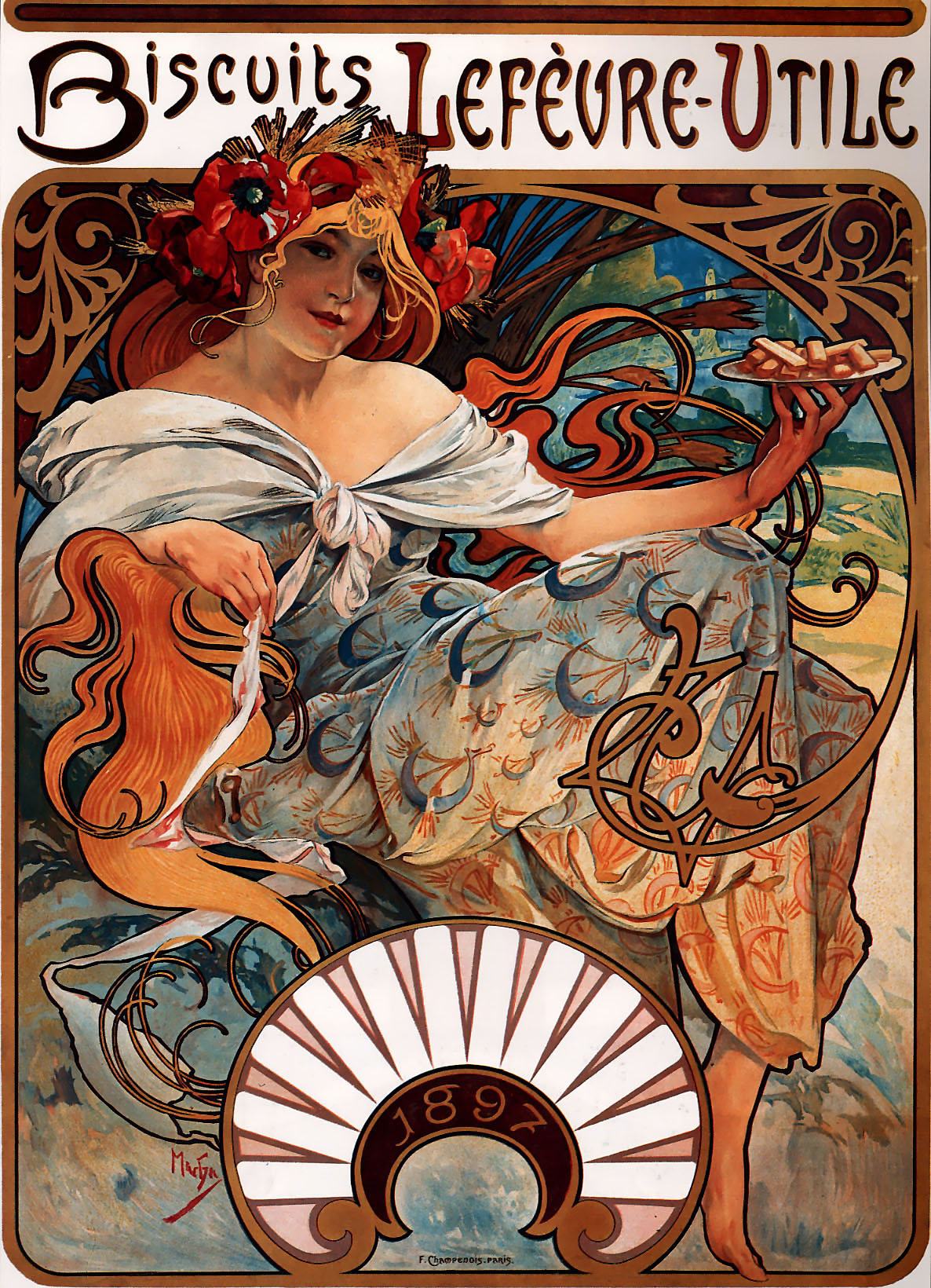
Alfons Mucha – Biscuits Lefèvre-Utile (1896)
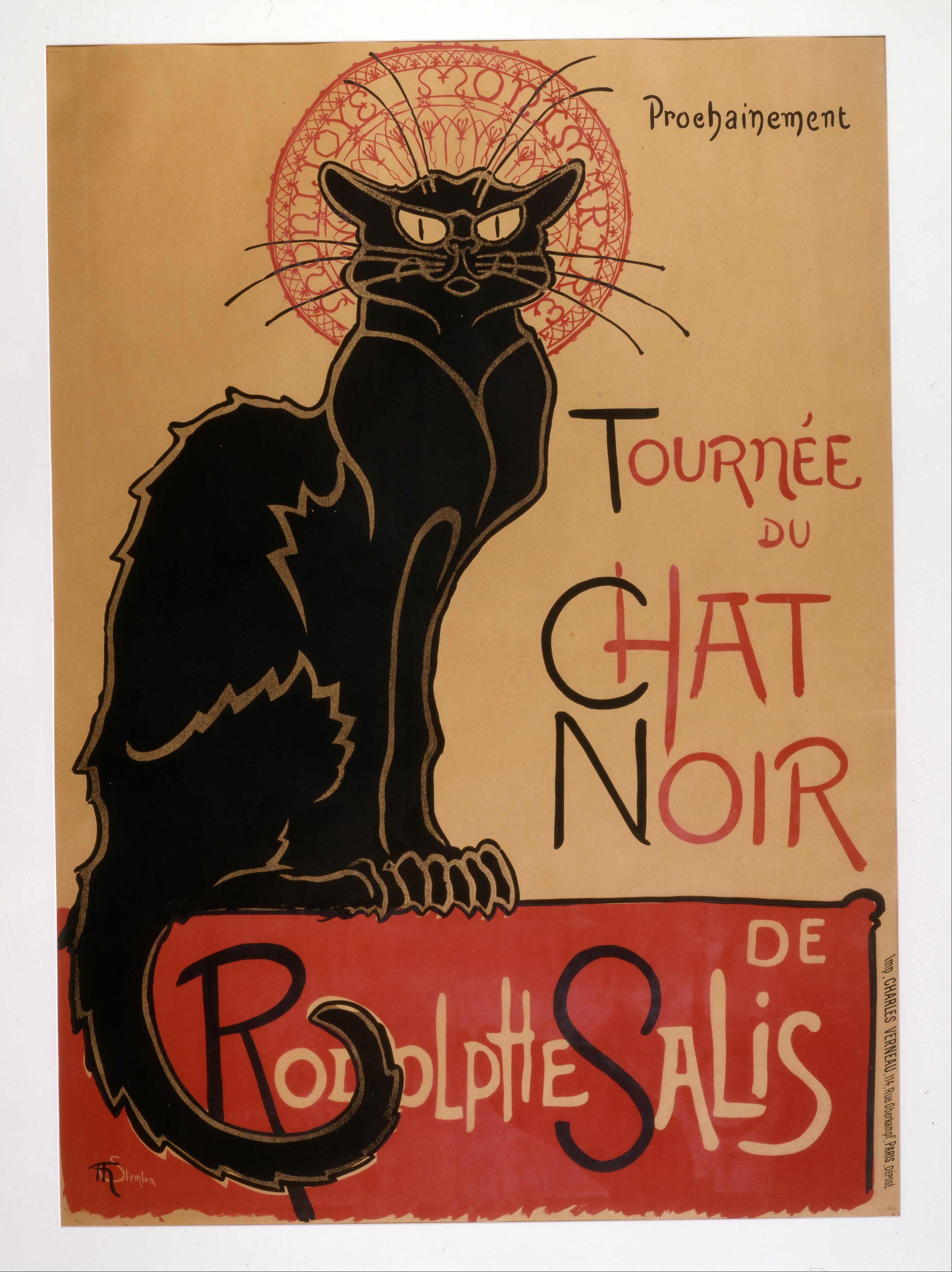
Théophile-Alexandre Steinlen – Tournée du Chat noir (1896)
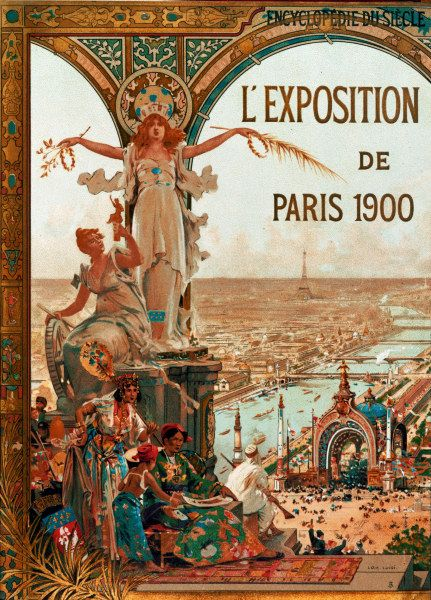
Plakat zur Weltausstellung Paris 1900

## Architektur

### 1. Arrondissement
| Gebäude                                          | Architekt        | Entstehung | Adresse                                                                        | Anmerkung | Bild |
| ------------------------------------------------ | ---------------- | ---------- | ------------------------------------------------------------------------------ | --- | ---- |
| Eingang zur Metro Châtelet                       | Hector Guimard   | 1900, 2000 | Rue de Rivoli, Rue des Lavandières-Sainte-Opportune und Place Sainte-Opportune | Der Eingang am Place Sainte-Opportune ist eine Rekonstruktion eines B-Modells, das für das Jahr 2000 und den 100. Jahrestag der Pariser Metro geschaffen wurde.              |      |
| Eingang zur Metro Étienne Marcel                 | Hector Guimard   | 1908       | 14 Rue de Turbigo                                                              | |      |
| Eingang zur Metro Louvre – Rivoli                | Hector Guimard   | 1900       | Rue de l’Amiral de Coligny, Rue de Rivoli                                      | |      |
| Eingang zur Metro Palais Royal – Musée du Louvre | Hector Guimard   | 1900       | Place du Palais-Royal, Rue de Rivoli                                           | |      |
| Eingang zur Metro Tuileries                      | Hector Guimard   | 1900       | Rue de Rivoli                                                                  | |      |
| Hôtel La Clef Louvre                             | Constant Lemaire | 1909       | 8 Rue de Richelieu                                                             | Ehemals Royal Palace Hôtel. |      |
| Gebäude                                          | Frantz Jourdain  | 1912       | 16 Rue du Louvre                                                               | Ehemaliger Hauptsitz von Semeuse de Paris, der Kreditorganisation von Samaritaine                                                                                            |      |
| La Samaritaine                                   | Frantz Jourdain  | 1910, 1912 | 19 Rue de la Monnaie, 75 Rue de Rivoli                                         | Geschäft 2 und Fassade von Geschäft 1 in der Rue de Rivoli im Jugendstil. Die Eckrotunden von Geschäft 2 wurden bei der Erweiterung in Richtung Seine im Jahr 1928 zerstört. |      |

### 2. Arrondissement
| Gebäude                                | Architekt                           | Entstehung | Adresse                                         | Anmerkung                                                                                | Bild |
| -------------------------------------- | ----------------------------------- | ---------- | ----------------------------------------------- | ---------------------------------------------------------------------------------------- | ---- |
| Eingang zur Metro Quatre-Septembre     | Hector Guimard                      | 1904       | Rue du Quatre-Septembre, Rue de Choiseul        |                                                                                          |      |
| Eingang zur Metro Réaumur – Sébastopol | Hector Guimard                      | 1904       | 28 Rue de Palestro, 63-65 Rue Réaumur           |                                                                                          |      |
| Eingang zur Metro Sentier              | Hector Guimard                      | 1904       | 87 Rue Réaumur                                  |                                                                                          |      |
| Hôtel Kimpton St-Honoré                | Frantz Jourdain, Georges Bourneuf   | 1917       | 25-29 Boulevard des Capucines, 18-24 Rue Daunou | Ehemalige Samaritaine de Luxe.                                                           |      |
| 6, Rue de Hanovre, Bürogebäude         | François-Adolphe Bocage             | 1908       | 6 Rue de Hanovre                                | Fassade mit geflammten Sandsteinplatten des Keramikers Alexandre Bigot zum Thema Wasser. |      |
| Gebäude                                | R. Lelièvre                         | 1915       | 13 Boulevard des Italiens                       | Erbaut an der Stelle des ehemaligen Café Anglais.                                        |      |
| Gebäude                                | Philippe Jouannin, Édouard Singery  | 1900       | 61-63 Rue Réaumur                               | Eklektische Architektur mit Elementen des Jugendstils und der Neugotik.                  |      |
| Gebäude                                | Joseph-Charles Guirard de Montarnal | 1900       | 118 Rue Réaumur                                 |                                                                                          |      |
| Gebäude                                | Georges Chedanne (unbestätigt)      | 1904       | 124 Rue Réaumur                                 |                                                                                          |      |

### 3. Arrondissement
| Gebäude                                               | Architekt                        | Entstehung | Adresse                       | Anmerkung                                   | Bild |
| ----------------------------------------------------- | -------------------------------- | ---------- | ----------------------------- | ------------------------------------------- | ---- |
| Eingang zur Metro Temple                              | Hector Guimard                   | 1904       | Rue du Temple, Rue de Turbigo |                                             |      |
| Gebäude                                               | Raymond Barbaud, Édouard Bauhain | 1908       | 18 Rue Perrée                 |                                             |      |
| Rekonstruktion einer privaten Lounge im Café de Paris | Henri Sauvage, Louis Majorelle   | 1899       | 23 Rue de Sévigné             | Nachbau in einem Saal des Musée Carnavalet. |      |
| Rekonstitution der Bijouterie Fouquet                 | Alfons Mucha, Léon Fargues       | 1901       | 23 Rue de Sévigné             | Nachbau in einem Saal des Musée Carnavalet. |      |

### 4. Arrondissement
| Gebäude                | Architekt                        | Entstehung | Adresse                | Anmerkung | Bild |
| ---------------------- | -------------------------------- | ---------- | ---------------------- | --- | ---- |
| Brasserie Bofinger     | Legay, Mitgen                    | 1921       | 5-7 Rue de la Bastille | Die 1864 gegründete Brauerei wurde zwischen 1919 und 1921 im Jugendstil erweitert und umgestaltet.            |      |
| Eingang zur Metro Cité | Hector Guimard                   | 1904       | Place Louis Lépine     | |      |
| Gebäude                | Édouard Bauhain, Raymond Barbaud | 1901       | 12 Rue du Renard       | Ehemaliges Gebäude der französischen Lebensmittelgewerkschaft, heute teilweise vom Théatre du Renard benutzt. |      |
| Kaufhaus               | -                                | -          | 4 Rue Malher           | Vorderseite im Jugendstil                                                                                     |      |
| Synagoge der Rue Pavée | Hector Guimard                   | 1914       | 10 Rue Pavée           | |      |

### 5. Arrondissement
| Gebäude                        | Architekt             | Entstehung | Adresse                            | Anmerkung | Bild |
| ------------------------------ | --------------------- | ---------- | ---------------------------------- | --------- | ---- |
| Eingang zur Metro Saint-Michel | Hector Guimard        | 1910       | Boulevard Saint-Michel             |           |      |
| Gebäude                        | Charles Labro         | 1900       | 15 Rue des Ursulines               |           |      |
| Gebäude                        | Gaston-Georges Le Roy | 1909       | 14 Rue de l'Abbé-de-L'Épée         |           |      |
| Gebäude                        | François Saulnier     | -          | 15 Rue Gay-Lussac                  |           |      |
| Gebäude                        | François Saulnier     | -          | 20-22-24 Rue Pierre et Marie Curie |           |      |

### 6. Arrondissement
| Gebäude                             | Architekt                           | Entstehung | Adresse                      | Anmerkung | Bild |
| ----------------------------------- | ----------------------------------- | ---------- | ---------------------------- | --- | ---- |
| Bouillon Chartier Montparnasse      | Jean-Marie Bouvier, Louis Trézel    | 1906       | 59 Boulevard du Montparnasse | Das Restaurant aus dem Jahr 1858 wurde 1903 von den Gebrüdern Chartier gekauft und 1906 nach umfangreichen Arbeiten im Jugendstil neu eingerichtet.                                     |      |
| Bouillon Racine                     | Jean-Marie Bouvier, Louis Trézel    | 1906       | 3 Rue Racine                 | ursprünglich: Grand Bouillon Camille Chartier. |      |
| Brasserie Vagenende                 | Jean-Marie Bouvier, Louis Trézel    | 1904       | 142 Boulevard Saint-Germain  | ehemals Bouillon Chartier. |      |
| Eingang zur Metro Saint-Michel      | Hector Guimard                      | 1913       | Place Saint-André des Arts   | |      |
| Hôtel Lutetia                       | Louis-Charles Boileau, Henri Tauzin | 1910       | 45 Boulevard Raspail         | Skulpturen von Léon Binet, Paul Belmondo. |      |
| Gebäude                             | Louis Sorel                         | 1912       | 48 Boulevard Raspail         | Filiale der Banque de France. |      |
| Gebäude                             | Ferdinand Glaize                    | 1891       | 95 Rue de Vaugirard          | Marquise und Erker im Jugendstil. |      |
| Gebäude                             | Raoul Brandon                       | 1919       | 1 Rue Huysmans               | Preisträger des Concours de façades de la ville de Paris von 1923. |      |
| Gebäude                             | Raoul Brandon                       | 1919       | 2 Rue Huysmans               | |      |
| Gebäude Félix Potin                 | Paul Auscher                        | 1904       | 140-140 bis Rue de Rennes    | ehemaliges Kaufhaus Félix Potin. |      |
| Gebäude Hennebique                  | Édouard Arnaud                      | 1900       | 1 Rue Danton                 | Dieses Gebäude war das erste aus Stahlbeton in Paris. Keramik von Alexandre Bigot. |      |
| Portique du Square Félix-Desruelles | Charles-Auguste Risler              | 1900       | Square Félix-Desruelles      | entworfen für die Weltausstellung von 1900 als Eingangsportal zum Pavillon der französischen Manufakturen, von dem es das einzige verbliebene Element ist. Skulpturen von Jules Coutan. |      |
| Restaurant                          | -                                   | -          | 132 Boulevard Saint-Germain  | Vorderseite mit Blick auf den Cour du Commerce-Saint-André. |      |
| Restaurant                          | -                                   | -          | 11 Rue Saint-Benoît          | Vom Jugendstil inspirierte Verzierung aus den 1970er Jahren. Die Außenelemente wurden 2018 nach dem Markenwechsel entfernt.                                                             |      |

### 7. Arrondissement
| Gebäude            | Architekt                             | Entstehung | Adresse                               | Anmerkung | Bild |
| ------------------ | ------------------------------------- | ---------- | ------------------------------------- | --- | ---- |
| Hôtel Monttessuy   | Jules Lavirotte                       | 1899       | 12 Rue Sédillot                       | ehemaliges Herrenhaus in dem heute das Lycée italien Leonardo-da-Vinci ist. Skulpturen von Léon Binet. |      |
| Hôtel Rateau       | Lucien Hesse                          | 1911       | 10-10 bis Avenue Élisée Reclus        | Eklektische Architektur mit Elementen des Jugendstils und der Neugotik. |      |
| Gebäude            | Richard Bouwens van der Boijen        | 1905       | 27 bis-29 Quai Anatole France         | Von Bouwens van der Boijen erbautes Ensemble, beherbergt heute den Hauptsitz von ADIT. Keramik von Gentil und Bourdet. |      |
| Gebäude            | Jules Lavirotte                       | 1898       | 151 Rue de Grenelle                   | Erste Kreation von Jules Lavirotte, in einem Stil, der trotz einiger fantasievoller Elemente, insbesondere der Eingangstür zum Gebäude, immer noch recht klassisch ist. |      |
| Gebäude            | Jules Lavirotte                       | 1900       | 3 Square Rapp                         | Dieses Gebäude, das raffinierter als Lavirottes frühere Kreationen ist und in dessen Dekorationen häufiger geflammter Sandstein verwendet wird, war der Wohnsitz des Architekten. Beachten Sie auch das schöne Außentor vor dem Eingang des Gebäudes. |      |
| Gebäude Lavirotte  | Jules Lavirotte                       | 1901       | 29 Avenue Rapp                        | Jules Lavirottes extravaganteste Schöpfung, mit der er 1901 den Concours de façades de la ville de Paris gewann. Das besonders innovative Gebäude verfügt über eine Fassade, die mit geflammten Sandsteinplatten verkleidet ist, die vom Keramiker Alexandre Bigot entwickelt wurden. In den Dekorationen finden sich zahlreiche Bezüge zur Sexualität, beispielsweise an der Tür, wo eine phallische Form dargestellt ist. Das Gebäude wurde 1964 als historisches Denkmal eingestuft. |      |
| Gebäude Les Arums  | Octave Raquin                         | 1902       | 33 Rue du Champ de Mars               | Reichhaltiger Blumenschmuck zum Thema Aronstab. |      |
| Geschäft           | -                                     | 1900       | 94 Rue du Bac                         | Ladenfront im Jugendstil. |      |
| Pont Alexandre III | Joseph Cassien-Bernard, Gaston Cousin | 1900       | Quai d’Orsay, Port des Champs Élysées | Erbaut für die Weltausstellung 1900. |      |

### 8. Arrondissement
| Gebäude                                | Architekt                                                    | Entstehung | Adresse                         | Anmerkung | Bild |
| -------------------------------------- | ------------------------------------------------------------ | ---------- | ------------------------------- | --- | ---- |
| Boulangerie                            | L. Chapart                                                   | -          | 12 rue des Saussaies            | Glasscheiben im Jugendstil an der Fassade. |      |
| Brasserie Mollard                      | Édouard-Jean Niermans                                        | 1895       | 115 Rue Saint-Lazare            | Eine der ältesten Brauereien der Hauptstadt. Die Raumdekoration umfasst verschiedene Mosaike, die sich thematisch mit dem Bahnhof Saint-Lazare und den Zielen von dort befassen. |      |
| Céramic Hôtel                          | Jules Lavirotte                                              | 1904       | 34 Avenue de Wagram             | Die Fassade ist mit Paneelen aus geflammtem Sandstein verkleidet, die hier von emaillierten Ziegeln begleitet werden. Das Projekt war 1905 erneut der Gewinner des Fassadenwettbewerbs der Stadt Paris. |      |
| Eingang zur Metro Europe – Simone Veil | Hector Guimard                                               | 1904       | Rue de Madrid                   | |      |
| Eingang zur Metro Saint-Lazare         | Hector Guimard                                               | 1904       | Rue de Rome, Rue de l’Arcade    | |      |
| Hôtel Élysée Palace                    | Georges Chedanne                                             | 1899       | 103 Avenue des Champs Élysées   | Ehemaliges Hotel, das in Büros umgewandelt wurde. Heute Sitz des Hauses Dior. |      |
| Grand Palais                           | Charles Girault, Henri Deglane, Albert Louvet, Albert Thomas | 1900       | Avenue Winston Churchill        | Schmiedearbeiten und Treppen im Jugendstil. |      |
| Hôtel Lalique                          | Alfred et Louis Feine                                        | 1903       | 40 Cours Albert Ier             | Édifice de style néogothique comprenant plusieurs éléments décoratifs caractéristiques de l'Art nouveau. |      |
| Gebäude                                | Jules Lavirotte                                              | 1907       | 23 Avenue de Messine            | Ehemaliges Privathaus, das in den 1930er Jahren um vier Stockwerke erhöht wurde. Es ist das dritte Projekt von Jules Lavirotte, das beim Fassadenwettbewerb der Stadt Paris ausgezeichnet wurde. |      |
| Gebäude                                | Xavier Schoellkopf                                           | 1902       | 29 Boulevard de Courcelles      | |      |
| Gebäude                                | Lucien Roy                                                   | 1904       | 50 Rue du Rocher                | |      |
| Gebäude Guerlain                       | Charles Mewès                                                | 1914       | 68 Avenue des Champs Élysées    | |      |
| Gebäude Watel                          | André Granet                                                 | 1914       | 30 Avenue Marceau               | Später Jugendstil mit beeindruckendem Mittelgiebel. |      |
| Palais de la découverte                | Charles Girault                                              | 1900       | 2 Avenue Franklin D. Roosevelt  | Das 1900 als Westflügel des Grand Palais erbaute Palais d'Antin wurde ab 1937 zum Palais de la Découverte und wurde dann vom Rest des Gebäudes isoliert (diese Verbindung muss 2025 nach der Renovierung des Grand Palais wiederhergestellt werden). Der zentrale Saal bietet ein prächtiges Jugendstil-Dekor. |      |
| Petit Palais                           | Charles Girault                                              | 1900       | Avenue Winston Churchill        | Eklektisches Gebäude mit zahlreichen Jugendstilelementen, darunter das erhabene Gitter am Eingang des Gebäudes. |      |
| Restaurant Beefbar Paris               | Emile Hurtré                                                 | 1898       | 5 Rue Marbeuf                   | Ehemals Fermette Marbeuf. |      |
| Maxim's                                | Louis Marnez                                                 | 1900       | 3 Rue Royale                    | 1893 als kleines Bistro eröffnet, wurde 1898 nach dem Kauf des Lokals daran gearbeitet, ihm sein heutiges Aussehen zu verleihen. Zum Ort gehört auch ein privates Museum, in dem verschiedene Objekte und Möbel im Jugendstil ausgestellt sind.                                                                |      |
| Vuitton Building                       | Louis Bigaux, Koller                                         | 1913       | 70-72 Avenue des Champs Élysées | In den unteren Etagen befand sich zunächst eine Louis-Vuitton-Boutique. Das Gebäude wird heute größtenteils vom Hotel Paris Marriott Champs-Élysées genutzt. |      |

### 9. Arrondissement
| Gebäude                           | Architekt                                               | Entstehung | Adresse                                                                    | Anmerkung | Bild |
| --------------------------------- | ------------------------------------------------------- | ---------- | -------------------------------------------------------------------------- | --- | ---- |
| Eingang zur Metro Cadet           | Hector Guimard                                          | 1910       | 65 Rue La Fayette, 17 Rue Cadet                                            | |      |
| Eingang zur Metro Opéra           | Hector Guimard                                          | 1904       | Rue Auber, Rue Scribe                                                      | |      |
| Galeries Lafayette                | Georges Chedanne, Louis Majorelle, Jacques Grüber       | 1912       | 38-42 Boulevard Haussmann, 1 Rue La Fayette, 15 Rue de la Chaussée d’Antin | Spektakuläre Halle und Kuppel im Jugendstil. |      |
| Gebäude                           | -                                                       | -          | 23 Rue Ballu                                                               | Tür und Balkon im Jugendstil. |      |
| Gebäude                           | Albert Le Voisvenel                                     | 1896       | 26-28 Rue de Clichy                                                        | |      |
| Gebäude                           | Charles Des Anges                                       | 1898       | 18 Rue de Mogador                                                          | |      |
| Printemps Haussmann               | Paul Sédille, René Binet, Georges Wybo (Rekonstruktion) | 1883, 1910 | 2 Rue du Havre, 64-70 Boulevard Haussmann, 115-127 Rue de Provence         | Das zweite Geschäft, heute „Printemps Femme“, erlitt 1921 einen Brand und wurde 1923 nach den ursprünglichen Plänen wieder aufgebaut. Bei späteren Umbauten wurde die Inneneinrichtung jedoch weitgehend verändert und ein großer Teil der Jugendstildekorationen entfernt. |      |
| Verwaltung der Société Générale   | Jacques Hermant                                         | 1912       | 29 Boulevard Haussmann                                                     | Inneneinrichtung mit Kuppel im Jugendstil. |      |
| Théâtre de l'Athénée Louis-Jouvet | Paul Fouquiau                                           | 1893       | 7 Rue Boudreau                                                             | |      |

### 10. Arrondissement
| Gebäude                          | Architekt                                                          | Entstehung | Adresse                                              | Anmerkung                                                                                 | Bild |
| -------------------------------- | ------------------------------------------------------------------ | ---------- | ---------------------------------------------------- | ----------------------------------------------------------------------------------------- | ---- |
| Eingang zur Metro Château d’Eau  | Hector Guimard                                                     | 1908       | 49 et 51 Boulevard de Strasbourg                     |                                                                                           |      |
| Eingang zur Metro Colonel Fabien | Hector Guimard                                                     | 1903       | Place du Colonel Fabien                              |                                                                                           |      |
| Eingang zur Metro Gare du Nord   | Hector Guimard                                                     | 1908       | 9, 12 Boulevard de Denain, 129 Rue La Fayette        |                                                                                           |      |
| Eingang zur Metro Louis Blanc    | Hector Guimard                                                     | 1910       | 221 Rue La Fayette, 223 Rue du Faubourg Saint-Martin |                                                                                           |      |
| Eingang zur Metro République     | Hector Guimard                                                     | 1904       | Place de la République                               |                                                                                           |      |
| Gebäude                          | Alexandre Autant, Édouard Autant                                   | 1901       | 14 Rue d’Abbeville                                   | Reichhaltige Pflanzendekoration aus geflammtem Sandstein, geschaffen von Alexandre Bigot. |      |
| Restaurant Bouillon Julien       | Édouard Fournier, Armand Ségaud, Louis Trézel, Hippolyte Boulenger | 1905       | 16 Rue du Faubourg Saint-Denis                       |                                                                                           |      |

### 11. Arrondissement
| Gebäude                           | Architekt                             | Entstehung | Adresse                                                | Anmerkung | Bild |
| --------------------------------- | ------------------------------------- | ---------- | ------------------------------------------------------ | --- | ---- |
| Café                              | Jules Galopin                         | 1902       | 116 Avenue Ledru Rollin                                | |      |
| Eingang zur Metro Bastille        | Hector Guimard                        | 1900       | Boulevard Beaumarchais                                 | Ursprünglich in der Rue de Lyon gelegen, 1985 umgezogen                                                      |      |
| Eingang zur Metro Bréguet – Sabin | Hector Guimard                        | 1906       | 9 et 23 Boulevard Richard Lenoir                       | |      |
| Eingang zur MetroCouronnes        | Hector Guimard                        | 1903       | Boulevard de Belleville                                | |      |
| Eingang zur Metro Ménilmontant    | Hector Guimard                        | 1903       | Boulevard de Ménilmontant                              | |      |
| Eingang zur Metro Parmentier      | Hector Guimard                        | 1904       | 88 bis Avenue Parmentier                               | |      |
| Eingang zur Metro Père Lachaise   | Hector Guimard                        | 1903       | Boulevard de Ménilmontant, 103 Avenue de la République | |      |
| Eingang zur Metro Richard-Lenoir  | Hector Guimard                        | 1906       | 65 Boulevard Richard Lenoir                            | |      |
| Eingang zur Metro Rue Saint-Maur  | Hector Guimard                        | 1904       | 74 Avenue de la République                             | |      |
| Gebäude                           | Eugène Meyer, Edgar Brandt, P. Roye   | 1910       | 7 Avenue de la République                              | Die Ornamente an der Fassade sind verschwunden.                                                              |      |
| Gebäude                           | Louis Blanc                           | 1902       | 22 Rue Trousseau                                       | |      |
| Haus                              | Achille Champy                        | 1902       | 9 Rue Chanzy                                           | |      |
| Palais de la Femme                | Auguste Labussière, Célestin Longerey | 1910       | 94 Rue de Charonne                                     | Ehemaliges beliebtes Hotel für alleinstehende Männer. Das Gebäude ist heute eine Einrichtung der Heilsarmee. |      |

### 12. Arrondissement
| Gebäude                        | Architekt      | Entstehung | Adresse                  | Anmerkung | Bild |
| ------------------------------ | -------------- | ---------- | ------------------------ | --- | ---- |
| Eingang zur Metro Daumesnil    | Hector Guimard | 1909       | Place Félix Éboué        | |      |
| Eingang zur Metro Gare de Lyon | Hector Guimard | 1900       | Boulevard Diderot        | |      |
| Eingang zur Metro Nation       | Hector Guimard | 1906, 1909 | Place de la Nation       | |      |
| Eingang zur Metro Picpus       | Hector Guimard | 1906       | Avenue de Saint-Mandé    | |      |
| Gebäude                        | Emile Thomas   | 1901       | 30 Avenue Daumesnil      | |      |
| Gebäude                        | Jean Falp      | 1905       | 17 Avenue du Bel-Air     | |      |
| Gebäude                        | Jean Falp      | 1903       | 41 Avenue de Saint-Mandé | |      |
| Gebäude                        | Raoul Brandon  | 1911       | 199-201 Rue de Charenton | Das Gebäude gewann 1911 den Fassadenwettbewerb der Stadt Paris. Skulpturen geschaffen von Pierre-Alexandre Morlon. |      |
| Gebäudes                       | Jean Falp      | 1905, 1909 | 2, 4 et 6 Rue Dorian     | |      |

### 13. Arrondissement
| Gebäude                          | Architekt         | Entstehung | Adresse                  | Anmerkung               | Bild |
| -------------------------------- | ----------------- | ---------- | ------------------------ | ----------------------- | ---- |
| Eingang zur Metro Campo-Formio   | Hector Guimard    | 1906       | Boulevard de l'Hôpital   |                         |      |
| Eingang zur Metro Place d’Italie | Hector Guimard    | 1906       | Place d’Italie           |                         |      |
| Eingang zur Metro Saint-Marcel   | Hector Guimard    | 1906       | Boulevard de l'Hôpital   |                         |      |
| Gebäude                          | G. Just, E. Denis | 1901       | 76 Avenue d’Italie       | Ornamente im Jugendstil |      |
| Gebäude                          | Jean Mérou        | 1904       | 127 Rue de la Glacière   |                         |      |
| Maison                           | Ferdinand Gombeau | -          | 25 Rue Guyton de Morveau |                         |      |

### 14. Arrondissement
| Gebäude                             | Architekt           | Entstehung | Adresse                                   | Anmerkung | Bild |
| ----------------------------------- | ------------------- | ---------- | ----------------------------------------- | --- | ---- |
| Eingang zur Metro Denfert-Rochereau | Hector Guimard      | 1909       | Place Denfert-Rochereau                   | |      |
| Eingang zur Metro Mouton-Duvernet   | Hector Guimard      | 1909       | Avenue du Général Leclerc                 | |      |
| Eingang zur Metro Raspail           | Hector Guimard      | 1909       | Boulevard Raspail, Boulevard Edgar Quinet | |      |
| Gebäude                             | Raoul Brandon       | 1913       | 172 Avenue du Maine                       | |      |
| Gebäude                             | Charles Lozouet     | 1913       | 120-120 bis Boulevard du Montparnasse     | Friese im Jugendstil. |      |
| Gebäude                             | Léon Boucher        | 1911       | 1 Rue Boulard                             | |      |
| Gebäude                             | André Arfvidson     | 1911       | 31-31 bis Rue Campagne-Première           | Künstleratelier, dessen Fassade mit Sandsteinplatten des Keramikers Alexandre Bigot verkleidet ist.                                                    |      |
| Gebäude                             | Eugène Petit        | 1902       | 16 Rue des Plantes                        | |      |
| Gebäude                             | Emile Molinié       | 1913       | 7 Rue Lebouis                             | Ehemaliges Künstleratelier mit einer Mischung aus Jugendstil- und Art-déco-Stilen. Es gewann 1913 einen Preis beim Fassadenwettbewerb der Stadt Paris. |      |
| Gebäude                             | Maurice Bergounioux | 1900       | 23-23 bis Rue Morère                      | |      |
| Gebäudes                            | -                   | -          | Rue Louis Morard                          | Reihe von Gebäuden mit Elementen des Jugendstils. |      |

### 15. Arrondissement
| Gebäude                   | Architekt                          | Entstehung | Adresse                   | Anmerkung | Bild |
| ------------------------- | ---------------------------------- | ---------- | ------------------------- | --- | ---- |
| Boucherie                 | -                                  | -          | 54 Rue de la Convention   | Ladenfront im Jugendstil. |      |
| Eingang zur Metro Pasteur | Hector Guimard                     | 1909       | Boulevard Pasteur         | |      |
| Gebäude                   | Gabriel Ruprich-Robert             | 1899       | 50 Avenue de Ségur        | |      |
| Gebäude                   | Henri Audiger, Joachim Richard     | 1907       | 40 Avenue Félix Faure     | Das Flachrelief im ersten Stock illustriert „Le Corbeau et le Renard“, eine Fabel von La Fontaine.                                                                               |      |
| Gebäude                   | Henri Ragache                      | 1902       | 14 Place Adolphe Chérioux | |      |
| Gebäude                   | Alfred Wagon                       | 1905       | 24 Place Étienne Pernet   | Dieses Gebäude zeichnet sich durch die reichliche, fast übermäßige Präsenz von Arabesken und Rundungen in der Dekoration aus.                                                    |      |
| Gebäude                   | Eugène Petit                       | 1912       | 18 Rue du Général Beuret  | Atypische runde Tür. |      |
| Gebäude                   | Clément Feugueur                   | 1909       | 41 Rue Violet             | |      |
| Gebäude                   | Paul Denis                         | 1904       | 8, 10 Rue Valentin Haüy   | |      |
| Häuser                    | Maurice Porche                     | 1901       | 197T Rue Saint-Charles    | |      |
| Pont de Bir-Hakeim        | Louis Biette, Jean Camille Formigé | 1905       | Port de Suffren           | Die Säulen des Eisenbahnviadukts wurden 1942 modifiziert, um schwerere U-Bahn-Züge zu tragen, wobei ihr für den Jugendstil charakteristischer geschwungener Stil erhalten blieb. |      |

### 16. Arrondissement
| Gebäude                            | Architekt                      | Entstehung | Adresse                                                      | Anmerkung | Bild |
| ---------------------------------- | ------------------------------ | ---------- | ------------------------------------------------------------ | --- | ---- |
| Atelier Carpeaux                   | Hector Guimard                 | 1895       | 39 Boulevard Exelmans                                        | Ehemalige Werkstatt des Bildhauers Jean-Baptiste Carpeaux (erbaut zu einem unbekannten Zeitpunkt), 1895 von Hector Guimard in einem eher nüchternen Stil umgebaut und erweitert. |      |
| Castel Béranger                    | Hector Guimard                 | 1898       | 14 Rue Jean de La Fontaine                                   | Das Castel Béranger ist das Gebäude, das Guimard zu beträchtlicher Berühmtheit verhelfen wird. Der Architekt ließ seine Pläne nach einer Reise nach Belgien ändern, wo er Victor Horta traf und seine Arbeit beobachten konnte. Nach seiner Rückkehr nach Paris beschloss er, verschiedene fantasievolle Elemente einzubauen, die dem Gebäude sein außergewöhnliches Aussehen verleihen sollten. Nach seiner Fertigstellung gewann das Gebäude, obwohl sehr umstritten, den ersten Fassadenwettbewerb der Stadt Paris. |      |
| Cité Argentine                     | Henri Sauvage, Charles Sarazin | 1907       | 111 Avenue Victor Hugo                                       | Schmiedearbeiten im Jugendstil. |      |
| Eingang zur Metro Boissière        | Hector Guimard                 | 1909       | Avenue Kléber                                                | |      |
| Eingang zur Metro Chardon-Lagache  | Hector Guimard                 | 1913       | Rue Molitor, Rue Chardon Lagache                             | |      |
| Eingang zur Metro Église d'Auteuil | Hector Guimard                 | 1913       | Rue d’Auteuil, Rue Chardon Lagache                           | |      |
| Eingang zur Metro Kléber           | Hector Guimard                 | 1909       | Avenue Kléber                                                | |      |
| Eingang zur Metro Mirabeau         | Hector Guimard                 | 1913       | Rue Mirabeau                                                 | |      |
| Eingang zur Metro Porte d'Auteuil  | Hector Guimard                 | 1913       | Boulevard de Montmorency                                     | |      |
| Eingang zur Metro Porte Dauphine   | Hector Guimard                 | 1902       | Avenue Foch, Avenue Bugeaud                                  | La station possède l'unique édicule d'origine de modèle B restant. |      |
| Eingang zur Metro Victor Hugo      | Hector Guimard                 | 1902       | Avenue Victor Hugo, place Victor Hugo, Rue Léonard de Vinci  | |      |
| Hôtel Baconnier                    | Maurice Du Bois d’Auberville   | 1911       | 3 Rue Alfred Dehodencq                                       | |      |
| Hôtel Borchardt                    | Charles Plumet                 | 1908       | 21 Rue Octave Feuillet                                       | |      |
| Hôtel Danois                       | Joachim Richard, Henri Audiger | 1908       | 40 Rue Boileau                                               | Ehemaliges Privathaus, heute Sitz der algerischen internationalen Schule. Das aus Stahlbeton errichtete Gebäude ist von der orientalischen Architektur inspiriert. Keramik von Gentil et Bourdet. |      |
| Hôtel Delfau                       | Hector Guimard                 | 1894       | 1 Rue Molitor                                                | |      |
| Hôtel Deron-Levent                 | Hector Guimard                 | 1907       | 8 Villa de la Réunion                                        | |      |
| Hôtel Guimard                      | Hector Guimard                 | 1912       | 122 Avenue Mozart                                            | Guimard ließ dieses Privathaus nach der Heirat für ihn und seine Frau Adeline Oppenheim errichten. Sie lebten dort fast zwanzig Jahre lang. Anschließend wurde das Innere des Gebäudes komplett umgebaut und in Wohnungen aufgeteilt, während die Möbel verschiedenen Institutionen vermacht wurden. |      |
| Hôtel Jassedé                      | Hector Guimard                 | 1893       | 41 Rue Chardon-Lagache                                       | |      |
| Hôtel Mercédès                     | Georges Chedanne               | 1906       | 9 Rue de Presbourg                                           | |      |
| Hôtel Mezzara                      | Hector Guimard                 | 1911       | 60 Rue Jean de La Fontaine                                   | Besonders repräsentatives Gebäude des „Guimard-Stils“, dessen ursprüngliche Innenausstattung, darunter ein bemerkenswertes Glasdach, erhalten geblieben ist. |      |
| Hôtel Nozal                        | Charles Blanche                | 1911       | 17-21 Quai Louis Blériot                                     | |      |
| Hôtel Pauilhac                     | Charles Letrosne               | 1911       | 59 Avenue Raymond Poincaré                                   | Eklektische Architektur, die Elemente des Jugendstils und der Neugotik vereint. |      |
| Gebäude                            | Albert Tournaire               | 1911       | 30 Avenue d’Eylau                                            | |      |
| Gebäude                            | Maurice Du Bois d’Auberville   | 1910       | 1-5 Avenue Mozart                                            | |      |
| Gebäude                            | Charles Rouillard              | 1908       | 125 Avenue Mozart                                            | |      |
| Gebäude                            | Joachim Richard                | 1907       | 15 Avenue Perrichont                                         | Einzigartige Fassade aus Keramik von Gentil et Bourdet und polychromen Ziegeln. |      |
| Gebäude                            | Charles Plumet                 | 1901       | 50 Avenue Victor Hugo                                        | |      |
| Gebäude                            | Albert Sélonier                | 1913       | 19-19 bis boulevard Delessert, 4 Square Alboni               | |      |
| Gebäude                            | Charles Plumet                 | 1912       | 11 Boulevard Lannes                                          | |      |
| Gebäude                            | Lucien Hesse                   | 1918       | 55 Boulevard Lannes                                          | |      |
| Gebäude                            | Charles Labro                  | 1912       | 21 Boulevard Suchet, 9 Rue Louis Boilly                      | |      |
| Gebäude                            | Auguste Perret                 | 1903       | 25 bis Rue Benjamin Franklin                                 | Dieses Gebäude ist innovativ mit seiner freigelegten Stahlbetonkonstruktion. Geflammte Sandsteintafeln des Keramikers Alexandre Bigot mit für den Jugendstil charakteristischen Blumenmotiven schmücken die Fassade. |      |
| Gebäude                            | Auguste Jalabert               | 1910       | 3 Rue Chernoviz                                              | |      |
| Gebäude                            | Léon Bénouville                | 1900       | 2 Rue du Général Appert, 46 Rue Spontini                     | |      |
| Gebäude                            | Ernest-Marie Herscher          | 1907       | 85-87 Rue Jean de La Fontaine                                | |      |
| Gebäude                            | Louis Sorel                    | 1905       | 7 Rue Le Tasse                                               | |      |
| Gebäude                            | Maurice Du Bois d’Auberville   | 1910       | 19 Rue Octave Feuillet                                       | Der obere Teil des Gebäudes, einschließlich einer spektakulären Stahlbetonrotunde, wurde bei der Erhöhung des Gebäudes zerstört. |      |
| Gebäude                            | Ernest-Marie Herscher          | 1911       | 39 Rue Scheffer                                              | |      |
| Immeuble Jassedé                   | Hector Guimard                 | 1905       | 142 Avenue de Versailles                                     | |      |
| Immeuble Les Chardons              | Charles Klein                  | 1903       | 2 Rue Eugène Manuel, 9 Rue Claude Chahu                      | Umfangreiche Dekoration zum Thema Distel. |      |
| Gebäude Trémois                    | Hector Guimard                 | 1909       | 11 Rue François Millet                                       | |      |
| Gebäude                            | Hector Guimard                 | 1911       | 8-10 Rue Agar, 17-19-21 Rue Jean de La Fontaine, 43 Rue Gros | Der Immobilienkomplex in der Rue Agar umfasst 7 von Guimard in einem ähnlichen Stil entworfene Gebäude, weit weg vom Überschwang des nur wenige Schritte entfernten Castel Béranger. |      |

### 17. Arrondissement
| Gebäude                   | Architekt                      | Entstehung | Adresse                                      | Anmerkung | Bild |
| ------------------------- | ------------------------------ | ---------- | -------------------------------------------- | --- | ---- |
| Eingang zur Metro Monceau | Hector Guimard                 | 1902       | Boulevard de Courcelles                      | |      |
| Eingang zur Metro Rome    | Hector Guimard                 | 1902       | Boulevard des Batignolles                    | |      |
| Eingang zur Metro Ternes  | Hector Guimard                 | 1902       | Place des Ternes                             | |      |
| Eingang zur MetroVilliers | Hector Guimard                 | 1902       | 25-27 Boulevard de Courcelles                | |      |
| Eingang zur Metro Wagram  | Hector Guimard                 | 1910       | Avenue de Villiers, Rue Brémontier           | |      |
| Gebäude                   | Maurice Coulomb, Louis Chauvet | 1911       | 8 Avenue de Verzy                            | |      |
| Gebäude                   | René Simonet                   | 1901, 1910 | 62-64 Rue Boursault                          | Das Gebäude wurde in zwei Etappen errichtet: Der erste Teil wurde 1901 fertiggestellt und ist mit seinem doppelten Erkerfenster und seiner teilweise freiliegenden Eisenkonstruktion einzigartig. |      |
| Gebäude                   | Auguste Verdonnet              | 1902       | 68 Rue Boursault                             | |      |
| Gebäude                   | Auguste Verdonnet              | 1902       | 7 Rue Bridaine                               | |      |
| Gebäude                   | Léon Chesnay                   | 1907       | 85 Rue de Courcelles                         | |      |
| Gebäude                   | Théodore Petit                 | 1907       | 132-134 Rue de Courcelles                    | Skulpturen von Henri Bouchard und Léon Binet. |      |
| Gebäude                   | Charles Plumet                 | 1897       | 36 Rue de Tocqueville                        | Bemerkenswert die Buntglasfenster an den Erkerfenstern. |      |
| Gebäude                   | Jacques Hermant                | 1906       | 10 Rue Georges Berger                        | |      |
| Gebäude                   | L. Dupont                      | 1906       | 76 Rue Nollet                                | |      |
| Gebäude                   | Louis Lefranc                  | 1905       | 6 Rue Villaret de Joyeuse                    | Erstaunliches Gebäude mit Loggien auf den meisten Etagen. |      |
| Magasins Réunis Étoile    | Marcel Oudin                   | 1912       | 30 Avenue des Ternes                         | Ehemaliges Kaufhaus, das seit den 1990er Jahren von Fnac Paris Ternes genutzt wird. Das Gebäude zeichnet sich durch seine Stahlbetonfassade aus, die früher mit Keramik verkleidet war.           |      |
| Maison                    | Albert Polart                  | 1904       | 5 Avenue de Verzy                            | Gebäude, angeregt durch La Zisa in Palermo. |      |
| Maison                    | E. Navarre                     | -          | 53 Rue Nollet                                | |      |
| Maison Dumas              | Paul Sédille                   | 1892       | 32 Rue Eugène Flachat, 51 Boulevard Berthier | Dieses Herrenhaus verfügt über zwei Fassaden, eine mit Blick auf die Rue Eugène Flachat und die andere auf den Boulevard Berthier, die sich durch ihre Polychromie auszeichnen.                   |      |

### 18. Arrondissement
| Gebäude                           | Architekt                      | Entstehung | Adresse                                     | Anmerkung | Bild |
| --------------------------------- | ------------------------------ | ---------- | ------------------------------------------- | --- | ---- |
| Ehrengrabmal Émile Zola           | Frantz Jourdain                | 1902       | Cimetière de Montmartre                     | |      |
| Eingang zur Metro Abbesses        | Hector Guimard                 | 1900       | Place des Abbesses                          | Ursprünglich Eingang zur Metro Hôtel de Ville, 1974 verlegt. Es ist der einzige erhaltene Originaleingang des Modells A. |      |
| Eingang zur Metro Anvers          | Hector Guimard                 | 1900       | 70 Boulevard Marguerite de Rochechouart     | |      |
| Eingang zur Metro Blanche         | Hector Guimard                 | 1902       | Boulevard de Clichy                         | |      |
| Eingang zur Metro Pigalle         | Hector Guimard                 | 1902       | 16 Boulevard de Clichy                      | |      |
| Eingang zur Metro Place de Clichy | Hector Guimard                 | 1902       | 130 Boulevard de Clichy und Place de Clichy | |      |
| St-Jean de Montmartre             | Anatole de Baudot              | 1904       | 19 Rue des Abbesses                         | Die Arbeiten begannen 1894, wurden jedoch wegen Nichteinhaltung der städtebaulichen Vorschriften eingestellt. Im Jahr 1902 wurde erneut begonnen und 1904 wurde die Kirche endgültig fertiggestellt. Es handelt sich um den ersten Sakralbau aus Stahlbeton. Dies war eine Innovation auf diesem Gebiet und eine, die, gelinde gesagt, umstritten war. Die gesamte Kirche wurde am 9. September 2014 als historisches Denkmal eingestuft. |      |
| Élysée Montmartre                 | Édouard-Jean Niermans          | 1902       | 72 Boulevard Marguerite de Rochechouart     | Nach einem Brand im Jahr 1900 im Jugendstil/Rokoko-Stil neu dekoriert. |      |
| Gebäude                           | Henri Sauvage, Charles Sarazin | 1904       | 17 Rue Damrémont                            | |      |
| Gebäude                           | Louis Dupont                   | 1905       | 153 Rue Lamarck                             | |      |
| Gebäude Deneux                    | Henri Deneux                   | 1913       | 185 Rue Belliard                            | Gebäude mit einer sichtbaren Stahlbetonkonstruktion, die mit Keramikfliesen bedeckt ist, entworfen von der Firma Gentil et Bourdet, besonders originell angeordnet, um Muster auf der gesamten Fassade zu erzeugen. |      |

### 19. Arrondissement
| Gebäude                             | Architekt      | Entstehung | Adresse                                 | Anmerkung                                                              | Bild |
| ----------------------------------- | -------------- | ---------- | --------------------------------------- | ---------------------------------------------------------------------- | ---- |
| Eingang zur Metro Bolivar           | Hector Guimard | 1902       | Avenue Simon Bolivar                    | Ursprünglich an der Metro Barbès – Rochechouart gelegen, 1987 verlegt. |      |
| Eingang zur Metro Botzaris          | Hector Guimard | 1911       | Rue Botzaris                            |                                                                        |      |
| Eingang zur Metro Crimée            | Hector Guimard | 1910       | 185 Rue de Crimée, 2 Rue Mathis         |                                                                        |      |
| Eingang zur Metro Jaurès            | Hector Guimard | 1902       | 184 Boulevard de la Villette            |                                                                        |      |
| Eingang zur Metro Pré-Saint-Gervais | Hector Guimard | 1911       | Boulevard Sérurier, Rue Alphonse Aulard |                                                                        |      |

### 20. Arrondissement
| Gebäude                            | Architekt               | Entstehung | Adresse                                 | Anmerkung                 | Bild |
| ---------------------------------- | ----------------------- | ---------- | --------------------------------------- | ------------------------- | ---- |
| Bäckerei                           | Michel                  | 1910       | 43 Rue des Envierges, 71 Rue de la Mare | Ladenfront im Jugendstil. |      |
| Eingang zur Metro Alexandre Dumas  | Hector Guimard          | 1903       | Boulevard de Charonne                   |                           |      |
| Eingang zur Metro Avron            | Hector Guimard          | 1903       | Boulevard de Charonne                   |                           |      |
| Eingang zur Metro Gambetta         | Hector Guimard          | 1905       | Place Martin Nadaud                     |                           |      |
| Eingang zur Metro Philippe Auguste | Hector Guimard          | 1903       | Boulevard de Charonne                   |                           |      |
| Gebäude                            | François-Adolphe Bocage | 1908       | 95 Avenue Gambetta                      |                           |      |
| Monument funéraire de Georges Guët | Georges Guët            | 1907       | Père-Lachaise                           |                           |      |
| Grabmal von Ernest Caillat         | Hector Guimard          | 1899       | Père-Lachaise                           |                           |      |

### Gebäude im Großraum Paris
Gebäude im Jugendstil existieren in folgenden Departements um Paris:
Essonne, Hauts-de-Seine, Seine-et-Marne, Val-de-Marne, Val-d’Oise, Yvelines

## Anhang

### Ergänzende Artikel
- Art nouveau
- École de Nancy